# Риса особистості
Риси особистості — термін, заснований Гордоном Олпортом, що означає своєрідні поєднання якостей, потреб, які Олпорт називав «trite» — риса. Ці потреби, чи риси особистості, він поділяв на основні та інструментальні. Основні риси стимулюють поведінку і є вродженими, генотиповими, а інструментальні — оформляють поведінку і формуються в процесі життя людини, тобто є фенотиповими утвореннями. Набір цих характеристик і становить ядро особистості, надає їй унікальність і неповторність.
Хоча основні риси вроджені, вони можуть видозмінюватися, розвиватися протягом життя, у процесі спілкування людини з іншими людьми. Суспільство стимулює розвиток одних рис особистості та гальмує розвиток інших. Так поступово формується той унікальний набір рис, що є основою «Я» людини. Важливим для Олпорта є і положення про автономність характеристик. У дитини ще немає цієї автономності, її риси нестійкі і не повністю сформовані. Тільки у дорослої людини, яка усвідомлює себе, свої якості та свою індивідуальність, риси стають по-справжньому автономними і не залежать ні від біологічних потреб, ні від тиску суспільства. Ця автономність потреб людини, будучи найважливішою характеристикою сформованості її особистості, дозволяє їй, залишаючись відкритою суспільству, зберігати свою індивідуальність. Так Олпорт вирішує проблему ідентифікації-відчуження — одну з найважливіших для гуманістичної психології.